# Prežigal
Prežigal – wieś w Słowenii, w gminie Slovenske Konjice. W 2018 roku liczyła 21 mieszkańców.